# Gagrella spinulosa
Gagrella spinulosa is een hooiwagen uit de familie Sclerosomatidae.